# Gersten
Gersten  est une commune allemande de l'arrondissement du Pays de l'Ems, Land de Basse-Saxe.

## Géographie
Gersten se situe à environ 12 km à l'est de l'Ems et au sud du canal Dortmund-Ems entre Lingen et Haselünne.
| Haselünne | Haselünne | Dohren    |
| Bawinkel  | Gersten   | Lengerich |
| Langen    | Langen    | Lengerich |

## Histoire
Gersten ("Giureston" en 890, "Gerustan") est mentionné très tôt dans les registres de l'abbaye de Werden. Selon H. Bahlow, le nom vient de "garst", gâté, rance, pourrie et probablement du vieux norrois "gerstr", eau pourrie, en friche.

## Sport
L'équipe féminine de football du SV Victoria Gersten joue en championnat d'Allemagne de football féminin de seconde division. Lors de la saison 2011-2012, elle fusionne avec le SV Meppen.

## Source, notes et références
1. ↑  Hans Bahlow, Deutschlands geographische Namenswelt, Suhrkamp Taschenbuch 1221, Francfort, 1985,  (ISBN 3-518-37721-3)

- (de) Cet article est partiellement ou en totalité issu de l’article de Wikipédia en allemand intitulé « Gersten » (voir la liste des auteurs).